# Liga Mexicana del Pacífico 1969-70
La Temporada 1969-70 de la Liga Mexicana del Pacífico fue la 12.ª edición, llevó el nombre de Juan Ley Fong y comenzó el 9 de octubre de 1969.
Se continuó con el sistema de competencia del año anterior y el calendario se amplió, pasando de 62 a 64 juegos.
La temporada finalizó el 15 de enero de 1970, con la coronación de los Tomateros de Culiacán al vencer 4-2 en serie final a los Cañeros de Los Mochis.

## Sistema de competencia

### Temporada regular
La temporada regular se dividió en dos vueltas, abarcando un total de 64 juegos a disputarse para cada uno de los seis clubes. Al término de cada mitad, se asigna un puntaje que va de 1 a 6 puntos en forma ascendente, según la clasificación (standing) general de cada club. El equipo con mayor puntaje se denomina campeón del rol regular. A continuación se muestra la distribución de dicho puntaje:
- Primera posición: 6 puntos
- Segunda: 5 puntos
- Tercera: 4 puntos
- Cuarta: 3 puntos
- Quinta: 2 puntos
- Sexta: 1 puntos

### Postemporada
Tras el término de la segunda vuelta, los cuatro equipos con mayor puntaje sobre la base de las dos mitades de la temporada regular pasan a la etapa denominada postemporada (round robin). En esta etapa, los equipos se enfrentan todos contra todos un total de 18 juegos, el equipo con mayor número de juegos ganados se denomina campeón de round robin. 

### Final
En caso de que el campeón del rol regular sea diferente del campeón del round robin, se jugaría una serie final a ganar 4 de 7 juegos.

## Calendario
- Número de Juegos: 64 juegos

## Equipos participantes
| Liga Mexicana del Pacífico 1969-70 |           |                 |                        |                         |           |
| Equipo                             | Fundación | Mánager         | Ciudad                 | Estadio                 | Capacidad |
| Cañeros de Los Mochis              | 1947      | Por definir     | Los Mochis, Sinaloa    | Mochis                  | 6,000     |
| Naranjeros de Hermosillo           | 1944      | Por definir     | Hermosillo, Sonora     | Fernando M. Ortiz       | 5,000     |
| Ostioneros de Guaymas              | 1945      | Por definir     | Guaymas, Sonora        | "Abelardo L. Rodríguez" | 5,000     |
| Tomateros de Culiacán              | 1965      | Vinicio García  | Culiacán, Sinaloa      | General Ángel Flores    | 4,000     |
| Venados de Mazatlán                | 1945      | Por definir     | Mazatlán, Sinaloa      | Teodoro Mariscal        | 4,000     |
| Yaquis de Ciudad Obregón           | 1947      | Manuel Magallón | Ciudad Obregón, Sonora | Álvaro Obregón          | ***       |

## Standings

### Primera Vuelta
| Equipos                  | JJ | JG | JP | JE | JV  | PCT  | PTS |
| ------------------------ | -- | -- | -- | -- | --- | ---- | --- |
| Cañeros de Los Mochis    | 33 | 20 | 12 | 1  | -   | .625 | 6   |
| Yaquis de Ciudad Obregón | 33 | 19 | 14 | -  | 1.5 | .576 | 5   |
| Tomateros de Culiacán    | 32 | 18 | 14 | -  | 2.0 | .563 | 4   |
| Naranjeros de Hermosillo | 33 | 17 | 15 | 1  | 3.0 | .531 | 3   |
| Venados de Mazatlán      | 32 | 11 | 20 | 1  | 8.5 | .355 | 2   |
| Ostioneros de Guaymas    | 33 | 11 | 21 | 1  | 9.0 | .344 | 1   |

### Segunda Vuelta
| Equipos                  | JJ | JG | JP | JE | JV   | PCT  | PTS |
| ------------------------ | -- | -- | -- | -- | ---- | ---- | --- |
| Cañeros de Los Mochis    | 31 | 21 | 10 | -  | -    | .677 | 6   |
| Tomateros de Culiacán    | 32 | 18 | 13 | 1  | 3.0  | .581 | 5   |
| Naranjeros de Hermosillo | 31 | 17 | 14 | -  | 4.0  | .548 | 4   |
| Yaquis de Ciudad Obregón | 31 | 15 | 16 | -  | 6.0  | .484 | 3   |
| Venados de Mazatlán      | 31 | 13 | 17 | 1  | 7.5  | .433 | 2   |
| Ostioneros de Guaymas    | 30 | 8  | 22 | -  | 12.5 | .267 | 1   |

### General
| Equipos                  | JJ | JG | JP | JE | JV   | PCT  | PTS |
| ------------------------ | -- | -- | -- | -- | ---- | ---- | --- |
| Cañeros de Los Mochis    | 64 | 41 | 22 | 1  | -    | .651 | 12  |
| Tomateros de Culiacán    | 64 | 36 | 27 | 1  | 5.0  | .571 | 9   |
| Yaquis de Ciudad Obregón | 64 | 34 | 30 | -  | 7.5  | .531 | 8   |
| Naranjeros de Hermosillo | 64 | 34 | 29 | 1  | 7.0  | .540 | 7   |
| Venados de Mazatlán      | 63 | 24 | 37 | 2  | 16.0 | .393 | 4   |
| Ostioneros de Guaymas    | 63 | 19 | 43 | 1  | 21.5 | .306 | 2   |

| Campeón del rol regular |

## Postemporada (Round Robin)
| Equipos                  | JJ | JG | JP | JE | JV  | PCT  |
| ------------------------ | -- | -- | -- | -- | --- | ---- |
| Tomateros de Culiacán    | 19 | 13 | 6  | -  | -   | .684 |
| Cañeros de Los Mochis    | 20 | 11 | 7  | 2  | 2.5 | .611 |
| Naranjeros de Hermosillo | 19 | 7  | 10 | 2  | 6.0 | .412 |
| Yaquis de Ciudad Obregón | 20 | 6  | 14 | -  | 6.5 | .300 |

| Campeón del Round Robin |

## Final
| Equipos               | JJ | JG | JP | JE | JV  | PCT  |
| --------------------- | -- | -- | -- | -- | --- | ---- |
| Tomateros de Culiacán | 6  | 4  | 2  | -  | -   | .667 |
| Cañeros de Los Mochis | 6  | 2  | 4  | -  | 2.0 | .333 |

| Campeón |

## Cuadro de honor
| Equipos                  | Posición   |
| ------------------------ | ---------- |
| Tomateros de Culiacán    | Campeón    |
| Cañeros de Los Mochis    | Subcampeón |
| Naranjeros de Hermosillo | 3° Lugar   |
| Yaquis de Ciudad Obregón | 4° Lugar   |
| Venados de Mazatlán      | 5° Lugar   |
| Ostioneros de Guaymas    | 6° Lugar   |

## Designaciones
A continuación se muestran a los jugadores más valiosos de la temporada.
| Designación         | Ganador          | Equipo                |
| ------------------- | ---------------- | --------------------- |
| Jugador Más Valioso | John Morris      | Tomateros de Culiacán |
| Pitcher del Año     | Salvador Sánchez | Cañeros de Los Mochis |
| Novato del año      | Maximino León    | Tomateros de Culiacán |
| Mánager del Año     | Vinicio García   | Tomateros de Culiacán |
| Mánager Campeón     | Vinicio García   | Tomateros de Culiacán |
| Campeón de Bateo    | Orestes Miñoso   | Venados de Mazatlán   |
| Campeón de Pitcheo  | René Paredes     | Cañeros de Los Mochis |